# Stanisław Kamiński (żołnierz)

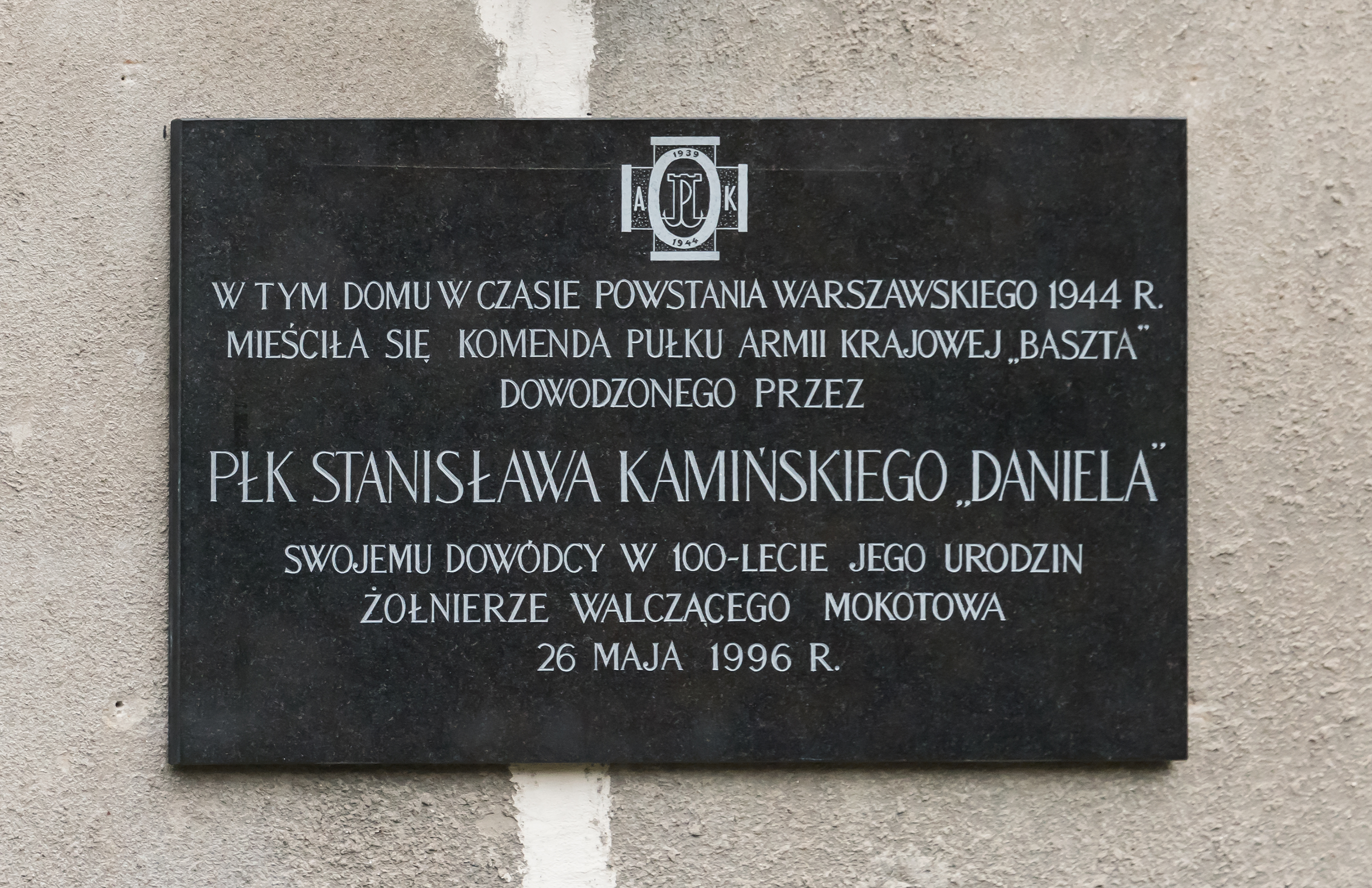
Tablica pamiątkowa przy ul. Malczewskiego 15 w Warszawie

Stanisław Henryk Józef Kamiński ps. „Daniel” (ur. 26 maja 1896 w Starym Sączu, zm. 23 maja 1969 w Krakowie) – podpułkownik Armii Krajowej, dowódca pułku „Baszta” w powstaniu warszawskim.

## Życiorys
Po I wojnie światowej służył w 1 pułku Strzelców Podhalańskich w Nowym Sączu. Uczestnik wojny polsko-bolszewickiej. Następnie pełnił służbę w 75 pułku piechoty w Chorzowie.
Na stopień majora został mianowany ze starszeństwem z dniem 19 marca 1938 i 2. lokatą w korpusie oficerów piechoty. W 1939 pełnił służbę w 64 pułku piechoty w Grudziądzu na stanowisku dowódcy III batalionu. Na czele tego batalionu walczył w kampanii wrześniowej. Ciężko ranny w bitwie nad Bzurą. Dostał się do niewoli niemieckiej, skąd w październiku uciekł ze szpitala jenieckiego.
Wrócił do Nowego Sącza, gdzie prowadził działalność konspiracyjną w Służbie Zwycięstwu Polski. Następnie objął w Warszawie dowództwo pułku „Baszta” – pułku dyspozycyjnego Komendy Głównej AK. Był także dowódcą Rejonu 6, Obwodu V Mokotów, okręgu warszawskiego AK. W powstaniu warszawskim na czele pułku „Baszta” walczył na Mokotowie. Od 4 do 18 sierpnia pełnił obowiązki dowódcy Obwodu Mokotów. Po kapitulacji powstania w niewoli niemieckiej, skąd wrócił do kraju w 1945 roku.
Został pochowany na cmentarzu Wojskowym w Krakowie (kwatera 8 WOJ-9-4).

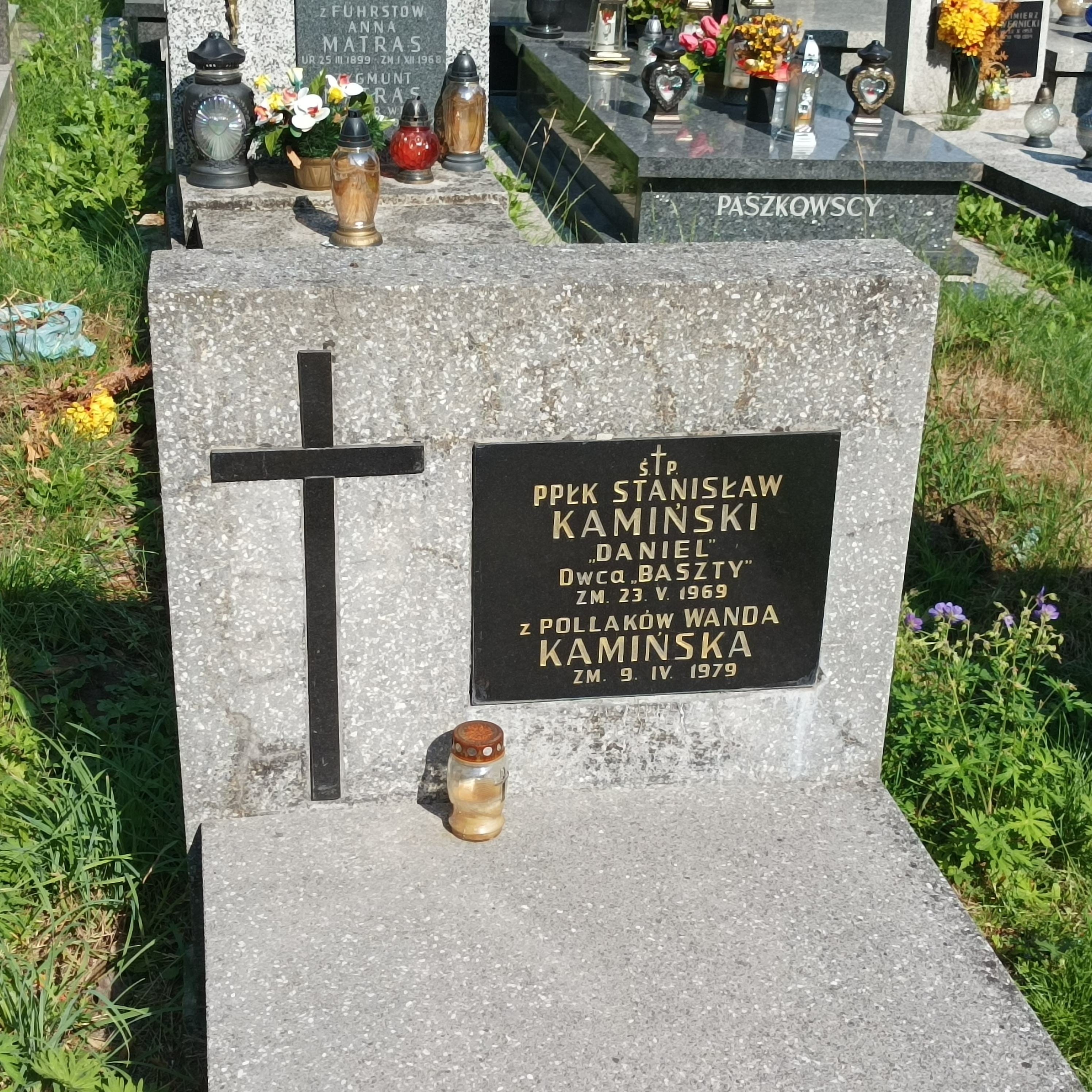
Grób Stanisława Kamińskiego na cmentarzu wojskowym przy ul. Prandoty w Krakowie

## Ordery i odznaczenia
- Krzyż Srebrny Orderu Virtuti Militari nr 12538 (1944)[13]
- Krzyż Walecznych (1920)[14]
- Srebrny Krzyż Zasługi (17 marca 1934)[15]